# Kalkavan Video
Kalkavan Video war einer der Videovertriebe in Deutschland, die sich in den 1980er Jahren auf die Versorgung türkischer Migranten mit türkischsprachigen Spielfilmen spezialisiert hatten. Die Firma hatte ihren Sitz in Neuss.
Neben harmloser Familienunterhaltung wie den bei den Türken in Deutschland schon Anfang der 1980er Jahre sehr beliebten Bollywoodfilmen oder heimischen Produktionen wie Nereden Cikti Bu Velet, brachte der Verleih auch ein paar wie in Österreich und der Schweiz als problematisch eingestufte Filme wie den türkischen Rambo-Verschnitt Vahsi Kan (1983) auf den deutschsprachigen Markt, was seit Mitte der 1980er Jahre zu einer Reihe Indizierungen und Beschlagnahmebeschlüsse gegen Produkte der Videofirma führte.
Mit dem vermehrten Aufkommen des Satellitenfernsehens schwand die Bedeutung türkischer Videoanbieter auf dem deutschen Markt und auch Kalkavan Video stellte seinen Vertrieb ein.

## Einzelbeleg
1. ↑  LISTE PROBLEMATISCHER FILME (Memento vom 28. März 2007 im Internet Archive)
2. ↑   Archivlink (Memento des Originals vom 15. März 2014 im Internet Archive)  Info: Der Archivlink wurde automatisch eingesetzt und noch nicht geprüft. Bitte prüfe Original- und Archivlink gemäß Anleitung und entferne dann diesen Hinweis.
3. ↑  Index A–C (Memento vom 15. März 2014 im Internet Archive), horrorfilmlexikon.net
4. ↑  Beschlagnahmungen (Memento vom 18. Juli 2007 im Internet Archive)